# Rajon Karelitschy
Der Rajon Karelitschy (belarussisch Карэліцкі раён Karelizki rajon; russisch Кореличский район Korelitschski rajon) ist eine Verwaltungseinheit in der Hrodsenskaja Woblasz in Belarus mit dem administrativen Zentrum in der Siedlung städtischen Typs Karelitschy. Der Rajon hat eine Fläche von 1.093,66 km² und umfasst 161 ländliche Siedlungen in 9 Dorfsowjets sowie die Siedlungen städtischen Typs Karelitschy und Mir.

## Geographie
Der Rajon Berastawiza liegt im Osten der Hrodsenskaja Woblasz.

### Nachbarrajone
Die Nachbarrajone sind im Nordosten und Osten Stoubzy sowie im Südosten Njaswisch in der Minskaja Woblasz; im Süden und Südwesten Baranawitschy in der Breszkaja Woblasz und im Westen und Nordwesten Nawahrudak in der Hrodsenskaja Woblasz.

## Administrative Gliederung
| Dorfsowjets 1. Jaremizki Selsawet 2. Krasnenski Selsawet 3. Lukski Selsawet 4. Maljuschyzki Selsawet 5. Mirski Selsawet, Passawet 6. Rajzauski Selsawet 7. Schuchawizki Selsawet 8. Turezki Selsawet 9. Zyrynski Selsawet | Siedlungen städtischen Typs 1. Karelitschy 2. Mir |